# Л'Албажес
л'Албажес (pronounced [ləlβəˈʒes]) — село в Іспанії, у складі провінції Леріда та автономної спільноти Каталонія.